# IC 4278
IC 4278 ist eine irreguläre Galaxie vom Hubble-Typ Irr im Sternbild Jagdhunde am Nordsternhimmel. Sie ist schätzungsweise 232 Millionen Lichtjahre von der Milchstraße entfernt.
Im selben Himmelsareal befinden sich u. a. die Galaxien NGC 5194, NGC 5195, IC 4277.
Das Objekt wurde am 10. Mai 1899 von James Edward Keeler entdeckt.